# Aquilegia vulgaris
Aquilegia vulgaris ou acolejo é uma espécie de planta com flor pertencente à família Ranunculaceae. 
A autoridade científica da espécie é L., tendo sido publicada em Species Plantarum 1: 533. 1753.

## Nomes comuns
Dá ainda pelos seguintes nomes comuns: ancólia, aquilégia, columbina, erva-pombinha (não confundir com as espécies Fumaria officinalis e Corrigiola littoralis, que com ela partilham este nome), luvas-de-nossa-senhora (não confundir com a espécie Digitalis purpurea, que com ela partilha este nomes) e viúva (não confundir com a espécie Trachelium caeruleum, que com ela partilha este nome) .

## Etimologia
O taxón aquilegia vulgaris advém do latim , sendo que o primeiro substantivo aquilegia significa «a que gosta de água; a que recolhe água; reservatório de água» e o segundo substantivo vulgaris significa «vulgar; comum». 
O nome «ancólia» trata-se de um galicismo, proveniente do étimo francês «ancolie», que por seu turno é uma corruptela de aquilegia.
Igual origem tem «acolejo», que é a corruptela portuguesa de aquilegia.

## Portugal
Trata-se de uma espécie presente no território português, nomeadamente os seguintes táxones infraespecíficos:
- Aquilegia vulgaris subsp. dichroa - presente em Portugal Continental e no Arquipélago dos Açores. Em termos de naturalidade é nativa de Portugal Continental e introduzida no Arquipélago dos Açores. Não se encontra protegida por legislação portuguesa ou da Comunidade Europeia.
- Aquilegia vulgaris subsp. hispanica - presente em Portugal Continental. Em termos de naturalidade é endémica da Península Ibérica. Não se encontra protegida por legislação portuguesa ou da Comunidade Europeia.
- Aquilegia vulgaris subsp. vulgaris - presente em Portugal Continental e no Arquipélago da Madeira. Em termos de naturalidade é nativa de Portugal Continental e introduzida no Arquipélago da Madeira. Não se encontra protegida por legislação portuguesa ou da Comunidade Europeia.